# Женщины в Великой Отечественной войне

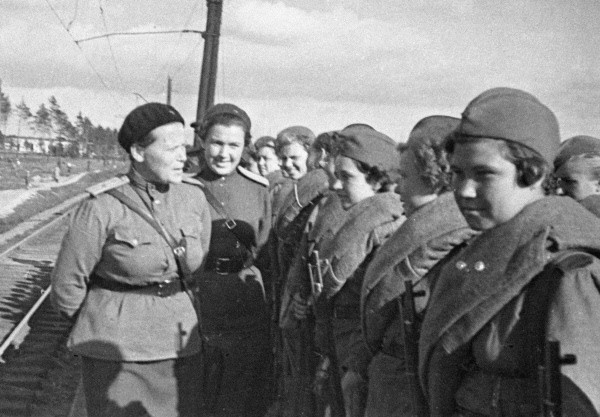
Начальник политотдела Центральной женской школы снайперской подготовки майор Е. Н. Никифорова беседует с девушками-снайперами, уезжающими на фронт. 1 апреля 1943

Женщины в Великой Отечественной войне сыграли важную роль. В отличие от других войн, во время этой войны женщины массово участвовали в войне в составе действующей армии. СССР был единственной страной, где женщины массово принимали непосредственное участие в боевых действиях во время Второй мировой войны.

## Мобилизованные женщины в составеРККАна тыловых должностях
Привлечение женщин в состав советских вооружённых сил было связано прежде всего с огромными людскими потерями в начале войны.
На основании постановлений Государственного комитета обороны в 1942 году было проведено три массовые мобилизации женщин. Мобилизовывались незамужние девушки в возрасте от 18 до 25 лет с образованием не ниже 5—7 классов, но с обязательным условием наличия полного среднего образования у 40 % общего числа мобилизованных.
Согласно постановлению ГКО от 25 марта 1942 года. 100 000 девушек-комсомолок мобилизовывались в части противовоздушной обороны страны для замены ими красноармейцев-телефонистов, радистов, разведчиков-наблюдателей за воздухом и занятия других должностей.
Вторая мобилизация по постановлению ГКО от 15 апреля 1942 года направила на фронт 30 000 женщин для несения службы в войсках связи. Женщины заменяли мужчин-радистов, работников полевой почты, экспедиторов, телеграфных техников, делопроизводителей, чертежников, писарей, санитаров.
Постановлением ГКО СССР от 18 апреля 1942 года была объявлена третья мобилизация женщин: 40 000 женщин направлялось на должности специалистов административно-хозяйственной службы (заведующих складами, шоферов, трактористов, поваров, кладовщиков, счетоводов), а также в войска связи, дополняя предыдущий призыв. Часть мобилизованных женщин подлежала обучению и направлялась на фронт спустя 1,5—2 месяца после призыва, другая часть, распределяемая в подразделения обслуживания, отправлялась немедленно после призыва.
В октябре 1943 года для работы на центральных артиллерийских базах и складах СССР было призвано ещё 4200 женщин в возрасте от 18 до 45 лет.
По постановлению ГКО СССР от 16 мая 1944 года для укомплектования должностей поваров, прачек, связистов и санитарок «в добровольном порядке» призвали ещё 25 000 женщин в возрасте от 20 до 35 лет.
Всего на военную службу с 1941 по 1945 годы было призвано 490 235 женщин. Из числа призванных лиц женского пола было направлено: в части ПВО — 177 065 человек, в части связи — 41 886, в части ВВС — 40 209, в женские формирования и школы — 14 460, в автомобильные части — 18 785, на курсы поваров — 28 500, в военно-санитарные части и учреждения — 41 224, в части и учреждения ВМФ — 20 889, в железнодорожные части НКПС — 7500, в части МПВО — 70 458, в другие (фронтовые, окружные и армейские) части и учреждения Красной армии — 29 259 человек. На 1 января 1945 года военнослужащие-женщины распределялись так: офицеров — 70 647, сержантов — 113 990, солдат — 276 809, слушателей и курсантов — 2057.

## Женщины в боевых подразделениях

Казнь Зои Космодемьянской

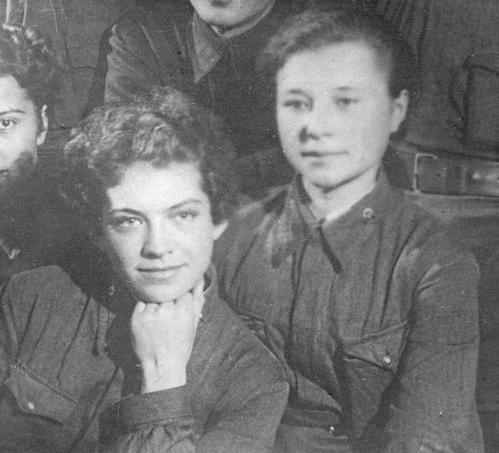
Снайперы Наталья Ковшова и Мария Поливанова были посмертно удостоены звания Героя Советского Союза после того, как они взорвали себя последними гранатами, не желая попасть в плен.

В боевые подразделения (за исключением ПВО) женщины зачислялись только добровольно. По инициативе ЦК ВЛКСМ было подготовлено свыше 222 тыс. женщин — бойцов-специалистов, в их числе: миномётчиц — 6 097 человек, станковых пулемётчиц — 4 522, ручных пулемётчиц — 7 796, стрелков-автоматчиц — 15 290, стрелков-снайперов — 102 333, связистов всех специальностей — 45 509 человек.
Появились целые женские боевые формирования: из женщин-добровольцев было сформировано три авиационных полка: 46-й гвардейский ночной бомбардировочный авиационный полк, 125-й гвардейский бомбардировочный авиационный полк и 586-й истребительный авиационный полк. Также были сформированы 1-я женская добровольческая стрелковая бригада внутренних войск НКВД СССР, Отдельный женский запасной стрелковый полк, Центральная женская школа снайперской подготовки, Отдельная женская рота моряков. В стрелковых частях и подразделениях немало женщин сражались в качестве пулемётчиков и автоматчиков. Отдельный женский запасный стрелковый полк, сформированный в ноябре 1942 года при Московском военном округе, подготовил 5 175 женщин-бойцов и командиров: 3 892 рядовых, 986 сержантов и старшин и 297 офицеров.
Множество женщин было в частях ПВО. В некоторых полках и дивизиях ПВО число женщин доходило до 50-100 % личного состава. На Северном фронте ПВО в отдельных частях и подразделениях их число составляло 80-100 % личного состава. С 1943 года в части ПВО женщины направлялись на должности не только обслуживающего состава, но и боевых расчетов (разведчиков, орудийных номеров, номеров зенитных пулемётов, прожекторных станций, постов аэростатного заграждения). К концу войны женщины составляли до 24 % численности войск ПВО. Призыв женщин позволил высвободить из войск ПВО и направить на фронт до 300 тыс. мужчин.
Но больше всего в армии было женщин-медиков. Из общего числа врачей, которых в действующей армии насчитывалось около 700 тысяч, женщин было 42 %, а среди хирургов — 43,4 %. Средними и младшими медицинскими работниками на фронтах служили более двух миллионов человек и из них женщины составляли большинство — свыше 80 %. 15 женщин-медиков были удостоены звания Героя Советского Союза.
В ходе войны немало советских женщин-военнослужащих попало в немецкий плен. Нацистская Германия в нарушение международного права не следовала Женевской конвенции 1929 года при обращении с советскими военнопленными. Как пишет израильский историк института «Яд ва-Шем» А. Шнеер, в феврале 1943 года немцы привезли в город Зост около 600 советских женщин-военнопленных, для работы на военных заводах. В группе этих пленных была и Евгения Лазаревна Клемм (преподаватель истории Одесского пединститута), которая пользовалась особым авторитетом среди женщин-военнопленных. От имени всех, на немецком языке она заявила: «Мы — военнопленные и на военных заводах работать не будем». После этого женщины были избиты, а 536 из них были отправлены в концлагерь Равенсбрюк.
За героизм на фронте 150 тыс. женщин были награждены орденами и медалями, 96 человек стали Героями Советского Союза и Российской Федерации.

## Женщины в партизанских отрядах и в подполье на оккупированной территории
По данным Центрального штаба партизанского движения, на 1 января 1944 года из 287 453 партизан было 26707 женщин, а в отдельных партизанских отрядах они составляли около четверти. Немало женщин было и в подпольных организациях на оккупированной территории.

## Женщины на строительстве укреплений
Для сооружения оборонительных рубежей в прифронтовых районах и в глубине страны, куда могла продвинуться линия фронта широко привлекалось население городов и сёл. Среди них было много женщин.

## Женщины на трудовом фронте в тылу

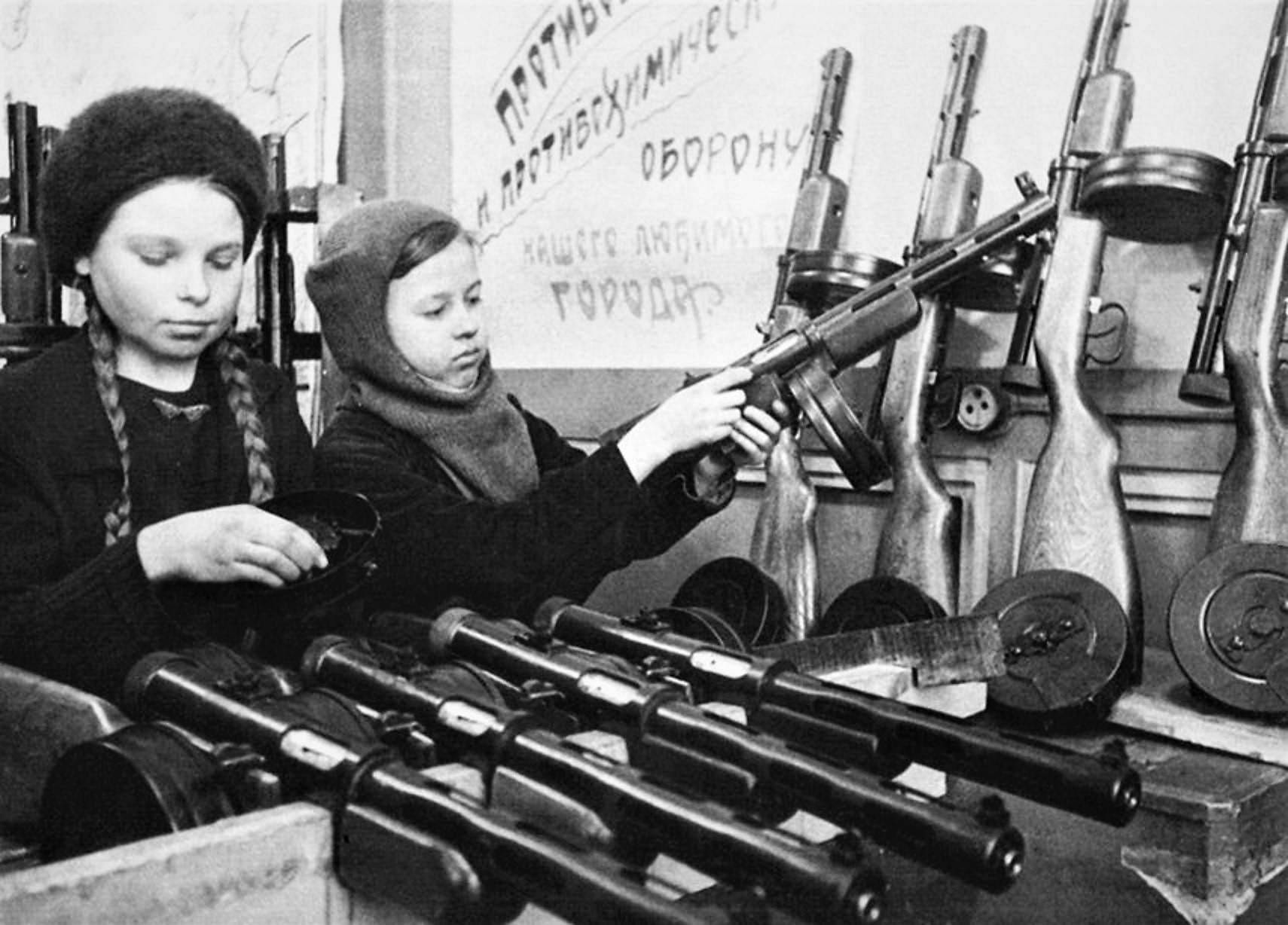
Пятнадцатилетние девушки Нина Николаева и Валя Волкова собирают пистолеты-пулемёты ППД. Ленинград, декабрь 1942 года

Процент женщин, занятых в народном хозяйстве СССР, к 1944 году по сравнению с 1940 годом возрос на 19 %, а в промышленности — на 12 %.
В связи с призывом на фронт большинства мужчин на протяжении всей войны женщины составляли более 65 % всех работающих на производстве, они овладели и такими профессиями, которые ранее были под силу лишь мужчинам: в 1941 году только в металлообрабатывающей промышленности около 50 тыс. женщин работали токарями, 40 тыс. — слесарями, 24 тыс. — фрезеровщицами, 14 тыс. — инструментальщицами. Часто они работали по 12-16 часов в сутки, без выходных. По указу Президиума Верховного Совета СССР от 13 февраля 1942 года в важнейшие отрасли народного хозяйства принудительно направлялись женщины от 16 до 45 лет (с сентября 1942 года — до 50 лет), не имевшие детей до восьми лет (с августа 1943 года — до четырёх лет).
В 1943 году 71 % работников сельского хозяйства также составляли женщины. Во многих селах и деревнях вообще не осталось мужчин старше 17 и моложе 50—55 лет. В 1944 году женщины составляли 80 % всех трудоспособных колхозников.

## Отношения мужчин и женщин во время войны
На фронте между мужчинами и женщинами-военнослужащими нередко возникали неуставные отношения сексуального характера, иногда и настоящая любовь. Однако женщины в армии часто подвергались и «сексуальной эксплуатации»: их принуждали к сожительству офицеры, а строптивых могли отправить на передовую с высокими шансами быть убитыми или искалеченными. Сложился целый «институт» так называемых «походно-полевых жен» (ППЖ), иногда их называли «трофейными женами». Некоторые, преимущественно деревенские женщины, попавшие в армию по мобилизации, стремились поскорее забеременеть и благодаря этому вернуться домой. Многие «фронтовые девушки» вернулись домой после окончания войны с репутацией «испорченных» женщин (следует учитывать, что советское общество того времени, особенно деревенское, было достаточно консервативным в отношении добрачного секса), поэтому многие женщины предпочитали скрывать своё военное прошлое или не слишком его афишировать.

## В культуре
- «У войны не женское лицо» — документальная книга Светланы Алексиевич, изданная в 1985 году.
- «Зинка» — стихотворение Юлии Друниной о Зинаиде Самсоновой, написано в 1944 году.
- «А зори здесь тихие» — повесть Бориса Васильева (1969), и её экранизации в СССР (1972), России (2015) и Китае (2005).
- «Белорусский вокзал» — художественный фильм (СССР, 1970)
- «В небе «ночные ведьмы»» — художественный фильм (СССР, 1981)
- «Военно-полевой роман» — художественный фильм (СССР, 1984)
- «Снайперы» — художественный фильм (СССР, 1985)
- «Сто солдат и две девушки» — художественный фильм (СССР, 1989)
- «Голая пионерка» — гротескный роман Михаила Кононова написанный в 1990—1991 гг., и опубликованный в 2001 году.